# Камінське-Яскі
Камінське-Яскі (пол. Kamińskie Jaski) — село в Польщі, у гміні Посвентне Білостоцького повіту Підляського воєводства.
Населення — 55 осіб (2011).
У 1975-1998 роках село належало до Білостоцького воєводства.

## Демографія
Демографічна структура станом на 31 березня 2011 року:
|          | Загалом | Допрацездатний вік | Працездатний вік | Постпрацездатний вік |
| -------- | ------- | ------------------ | ---------------- | -------------------- |
| Чоловіки | 30      | 4                  | 20               | 6                    |
| Жінки    | 25      | 5                  | 11               | 9                    |
| Разом    | 55      | 9                  | 31               | 15                   |